# Liga das Nações da UEFA de 2018–19
A Liga das Nações da UEFA de 2018–19 foi a primeira edição da Liga das Nações da UEFA, campeonato bienal de selecções europeias organizado pela União das Associações Europeias de Futebol (UEFA), reunindo os 55 países membros da UEFA. A competição, que se realizou de setembro a novembro de 2018 (fase de grupos) e junho de 2019 (fase final), em Portugal, também serviu como parte do processo de qualificação para o Campeonato Europeu de Futebol de 2020.

## Formato
O formato e calendário da Liga das Nações da UEFA foi aprovado pelo Comitê Executivo da UEFA em 4 de dezembro de 2014.  De acordo com o formato aprovado, os 54 países membros da União das Federações Europeias de Futebol (UEFA) serão divididos em quatro divisões, chamadas de "ligas", onde doze equipas estarão na Liga A, doze equipas na Liga B, quinze equipas na Liga C, e dezesseis equipas na Liga D. Para esta edição, as equipas serão divididas de acordo com suas posições nos coeficientes da UEFA após a conclusão das Eliminatórias do Campeonato do Mundo FIFA de 2018.
Cada divisão foi dividida em quatro grupos de três ou quatro equipas, de modo a que cada equipa jogue quatro ou seis partidas dentro de seu grupo, usando o formato de todos contra todos, durante os meses de setembro, outubro e novembro de 2018. Na liga A, o primeiro de cada grupo (4) classifica-se para a "final four", que será disputada no formato de eliminatórias (semifinais decididas por sorteio) em junho de 2019, num país (no caso, Portugal) definido pela UEFA. As equipas também disputam a promoção, ou despromoção, para a divisão superior ou inferior, respectivamente. Em cada divisão, os quatro vencedores de cada grupo (exceto na Liga A) serão promovidos, enquanto os últimos colocados de cada grupo (exceto na Liga D) serão rebaixados. No entanto, devido à reformulação do formato para a Liga das Nações da UEFA de 2020–21, nenhuma equipe acabou sendo rebaixada e algumas equipes em segundo lugar também foram promovidas.
A competição está ligada à qualificação para o Euro 2020, tendo outra chance para se qualificar para a competição. O processo de qualificação principal começará em março de 2019, ao invés de se iniciar em setembro de 2018, logo após o Campeonato do Mundo FIFA de 2018, e vai acabar em novembro de 2019. As quatro divisões indicarão um classificado para o Euro 2020, onde quatro equipas de cada divisão, que não se qualificaram para a competição, irão competir num playoff para a competição, em março de 2020. Os qualificados ao playoff são os primeiros colocados de cada grupo, porém se os mesmos já estiverem qualificados para o Euro, a vaga será passada a próxima melhor equipa classificada na divisão. Caso houver menos de quatro equipas que ainda não se qualificaram para o Euro, o classificado ao playoff é selecionado da divisão seguinte. Os vencedores dos playoffs de cada divisão, com duas semifinais e uma final, são automaticamente qualificados ao Campeonato Europeu de Futebol de 2020.

### Calendário
| Ano  | Mês         | Liga das Nações de 2018–19      | Euro 2020                    |
| ---- | ----------- | ------------------------------- | ---------------------------- |
| 2018 | Setembro    | Fase de grupos                  | –                            |
| 2018 | Outubro     | Fase de grupos                  | –                            |
| 2018 | Novembro    | Fase de grupos                  | –                            |
| 2019 | Março       | –                               | Qualificação                 |
| 2019 | Junho       | Fase Final (Semifinais e final) | Qualificação                 |
| 2019 | Setembro    | –                               | Qualificação                 |
| 2019 | Outubro     | –                               | Qualificação                 |
| 2019 | Novembro    | –                               | Qualificação                 |
| 2020 | Março       | –                               | Playoff (Semifinais e final) |
| 2020 | Junho–Julho | –                               | Fase final                   |

## Participantes

Países participantes da competição.
Liga A
Liga B
Liga C
Liga D

Todos os 55 países membros da UEFA participarão na competição, tendo sido divididos em quatro divisões, denominadas como ligas (doze selecções na Liga A, doze selecções na Liga B, quinze selecções na Liga C, e dezasseis selecções na Liga D) de acordo com os coeficientes da UEFA após as Eliminatórias do Campeonato do Mundo FIFA de 2018.
| Equipe        | Coef.  | Pos. |
| ------------- | ------ | ---- |
| Alemanha      | 40.747 | 1    |
| Portugal      | 38.655 | 2    |
| Bélgica       | 38.123 | 3    |
| Espanha       | 37.311 | 4    |
| França        | 36.617 | 5    |
| Inglaterra    | 36.231 | 6    |
| Suíça         | 34.986 | 7    |
| Itália        | 34.426 | 8    |
| Polónia       | 32.982 | 9    |
| Islândia      | 31.155 | 10   |
| Croácia       | 31.139 | 11   |
| Países Baixos | 29.866 | 12   |

| Equipe               | Coef.  | Pos. |
| -------------------- | ------ | ---- |
| Áustria              | 29.418 | 13   |
| País de Gales        | 29.269 | 14   |
| Rússia               | 29.258 | 15   |
| Eslováquia           | 28.555 | 16   |
| Suécia               | 28.487 | 17   |
| Ucrânia              | 28.286 | 18   |
| Irlanda              | 28.249 | 19   |
| Bósnia e Herzegovina | 28.200 | 20   |
| Irlanda do Norte     | 27.127 | 21   |
| Dinamarca            | 27.052 | 22   |
| Tchéquia             | 27.028 | 23   |
| Turquia              | 26.538 | 24   |

| Equipe     | Coef.  | Pos. |
| ---------- | ------ | ---- |
| Hungria    | 26.486 | 25   |
| Romênia    | 26.057 | 26   |
| Escócia    | 25.662 | 27   |
| Eslovênia  | 25.148 | 28   |
| Grécia     | 24.931 | 29   |
| Sérvia     | 24.847 | 30   |
| Albânia    | 24.430 | 31   |
| Noruega    | 24.208 | 32   |
| Montenegro | 23.912 | 33   |
| Israel     | 22.792 | 34   |
| Bulgária   | 22.091 | 35   |
| Finlândia  | 20.501 | 36   |
| Chipre     | 19.491 | 37   |
| Estónia    | 19.441 | 38   |
| Lituânia   | 18.101 | 39   |

| Equipe             | Coef.  | Pos. |
| ------------------ | ------ | ---- |
| Azerbaijão         | 17.761 | 40   |
| Macedônia do Norte | 17.071 | 41   |
| Bielorrússia       | 16.868 | 42   |
| Geórgia            | 16.523 | 43   |
| Armênia            | 15.846 | 44   |
| Letónia            | 15.821 | 45   |
| Ilhas Faroé        | 15.490 | 46   |
| Luxemburgo         | 14.231 | 47   |
| Cazaquistão        | 13.431 | 48   |
| Moldávia           | 13.130 | 49   |
| Liechtenstein      | 10.950 | 50   |
| Malta              | 10.870 | 51   |
| Andorra            | 10.240 | 52   |
| Kosovo             | 9.950  | 53   |
| San Marino         | 8.190  | 54   |
| Gibraltar          | 7.550  | 55   |

### Sorteio
O sorteio da fase de grupos ocorreu no SwissTech Convention Center em Lausana na Suíça, no dia 24 de janeiro de 2018. Tendo em consideração conflitos e tensões políticas entre alguns países europeus, foi solicitado que a Armênia, o Azerbaijão, a Rússia e a Ucrânia não fossem sorteados no mesmo grupo.
| Liga A                        | Liga B                                        | Liga C                             | Liga D                                             |
| Grupo 1                       | Grupo 1                                       | Grupo 1                            | Grupo 1                                            |
| ----------------------------- | --------------------------------------------- | ---------------------------------- | -------------------------------------------------- |
| Alemanha França Países Baixos | Eslováquia Ucrânia Tchéquia                   | Escócia Albânia Israel             | Geórgia Letónia Cazaquistão Andorra                |
| Grupo 2                       |                                               |                                    |                                                    |
| Bélgica Suíça Islândia        | Rússia Suécia Turquia                         | Hungria Grécia Finlândia Estónia   | Bielorrússia Luxemburgo Moldávia San Marino        |
| Grupo 3                       |                                               |                                    |                                                    |
| Portugal Itália Polónia       | Áustria Bósnia e Herzegovina Irlanda do Norte | Eslovênia Noruega Bulgária Chipre  | Azerbaijão Ilhas Faroé Malta Kosovo                |
| Grupo 4                       |                                               |                                    |                                                    |
| Espanha Inglaterra Croácia    | País de Gales Irlanda Dinamarca               | Romênia Sérvia Montenegro Lituânia | Macedônia do Norte Armênia Liechtenstein Gibraltar |

## Liga A
|  | Equipe classificada para a semifinal |

### Grupo 1
| Pos | Equipe        | Pts | J | V | E | D | GP | GC | SG | Classificação ou descenso   |     | Países Baixos | França | Alemanha |
| --- | ------------- | --- | - | - | - | - | -- | -- | -- | --------------------------- | --- | ------------- | ------ | -------- |
| 1   | Países Baixos | 7   | 4 | 2 | 1 | 1 | 8  | 4  | +4 | Qualificado para Fase final |     | —             | 2–0    | 3–0      |
| 2   | França        | 7   | 4 | 2 | 1 | 1 | 4  | 4  | 0  |                             |     | 2–1           | —      | 2–1      |
| 3   | Alemanha      | 2   | 4 | 0 | 2 | 2 | 3  | 7  | −4 |                             | 2–2 | 0–0           | —      |          |

1. 1 2  Diferença de gols no confronto direto: Holanda +1, França -1.

### Grupo 2
| Pos | Equipe   | Pts | J | V | E | D | GP | GC | SG  | Classificação ou descenso   |     | Suíça | Bélgica | Islândia |
| --- | -------- | --- | - | - | - | - | -- | -- | --- | --------------------------- | --- | ----- | ------- | -------- |
| 1   | Suíça    | 9   | 4 | 3 | 0 | 1 | 14 | 5  | +9  | Qualificado para Fase final |     | —     | 5–2     | 6–0      |
| 2   | Bélgica  | 9   | 4 | 3 | 0 | 1 | 9  | 6  | +3  |                             |     | 2–1   | —       | 2–0      |
| 3   | Islândia | 0   | 4 | 0 | 0 | 4 | 1  | 13 | −12 |                             | 1–2 | 0–3   | —       |          |

1. 1 2  Diferença de gols no confronto direto: Suíça +2, Bélgica -2.

### Grupo 3
| Pos | Equipe   | Pts | J | V | E | D | GP | GC | SG | Classificação ou descenso   |     | Portugal | Itália | Polónia |
| --- | -------- | --- | - | - | - | - | -- | -- | -- | --------------------------- | --- | -------- | ------ | ------- |
| 1   | Portugal | 8   | 4 | 2 | 2 | 0 | 5  | 3  | +2 | Qualificado para Fase final |     | —        | 1–0    | 1–1     |
| 2   | Itália   | 5   | 4 | 1 | 2 | 1 | 2  | 2  | 0  |                             |     | 0–0      | —      | 1–1     |
| 3   | Polónia  | 2   | 4 | 0 | 2 | 2 | 4  | 6  | −2 |                             | 2–3 | 0–1      | —      |         |

### Grupo 4
| Pos | Equipe     | Pts | J | V | E | D | GP | GC | SG | Classificação ou descenso   |     | Inglaterra | Espanha | Croácia |
| --- | ---------- | --- | - | - | - | - | -- | -- | -- | --------------------------- | --- | ---------- | ------- | ------- |
| 1   | Inglaterra | 7   | 4 | 2 | 1 | 1 | 6  | 5  | +1 | Qualificado para Fase final |     | —          | 1–2     | 2–1     |
| 2   | Espanha    | 6   | 4 | 2 | 0 | 2 | 12 | 7  | +5 |                             |     | 2–3        | —       | 6–0     |
| 3   | Croácia    | 4   | 4 | 1 | 1 | 2 | 4  | 10 | −6 |                             | 0–0 | 3–2        | —       |         |

### Fase final
O sorteio foi realizado no Shelbourne Hotel em Dublin, Irlanda em 3 de dezembro de 2018.
|  | Semifinais             | Semifinais             |   |                        | Final                  | Final |  |
|  |                        |                        |   |                        |                        |       |  |
|  | 5 de junho – Porto     |                        |   |                        |                        |       |  |
|  | Portugal               | 3                      |   |                        |                        |       |  |
|  | Suíça                  | 1                      |   |                        |                        |       |  |
|  |                        |                        |   |                        |                        |       |  |
|  |                        |                        |   |                        | 9 de junho – Porto     |       |  |
|  |                        |                        |   |                        | Portugal               | 1     |  |
|  |                        | Países Baixos          | 0 |                        |                        |       |  |
|  |                        |                        |   |                        |                        |       |  |
|  |                        |                        |   |                        |                        |       |  |
|  |                        |                        |   |                        | Terceiro lugar         |       |  |
|  | 6 de junho – Guimarães | 6 de junho – Guimarães |   | 9 de junho – Guimarães | 9 de junho – Guimarães |       |  |
|  | Países Baixos (pro)    | 3                      |   | Suíça                  | 0 (5)                  |       |  |
|  | Inglaterra             | 1                      |   |                        | Inglaterra (pen)       | 0 (6) |  |

## Liga B
|  | Equipe promovida para a Liga A de 2020–21 |

### Grupo 1
| Pos | Equipe      | Pts | J | V | E | D | GP | GC | SG | Promovido ou rebaixado |     | Ucrânia | República Checa | Eslováquia |
| --- | ----------- | --- | - | - | - | - | -- | -- | -- | ---------------------- | --- | ------- | --------------- | ---------- |
| 1   | Ucrânia (P) | 9   | 4 | 3 | 0 | 1 | 5  | 5  | 0  | Promovido à Liga A     |     | —       | 1–0             | 1–0        |
| 2   | Tchéquia    | 6   | 4 | 2 | 0 | 2 | 4  | 4  | 0  |                        |     | 1–2     | —               | 1–0        |
| 3   | Eslováquia  | 3   | 4 | 1 | 0 | 3 | 5  | 5  | 0  |                        | 4–1 | 1–2     | —               |            |

### Grupo 2
| Pos | Equipe     | Pts | J | V | E | D | GP | GC | SG | Promovido ou rebaixado |     | Suécia | Rússia | Turquia |
| --- | ---------- | --- | - | - | - | - | -- | -- | -- | ---------------------- | --- | ------ | ------ | ------- |
| 1   | Suécia (P) | 7   | 4 | 2 | 1 | 1 | 5  | 3  | +2 | Promovido à Liga A     |     | —      | 2–0    | 2–3     |
| 2   | Rússia     | 7   | 4 | 2 | 1 | 1 | 4  | 3  | +1 |                        |     | 0–0    | —      | 2–0     |
| 3   | Turquia    | 3   | 4 | 1 | 0 | 3 | 4  | 7  | −3 |                        | 0–1 | 1–2    | —      |         |

1. 1 2  Pontos no confronto direto: Suécia 4, Rússia 1..

### Grupo 3
| Pos | Equipe                   | Pts | J | V | E | D | GP | GC | SG | Promovido ou rebaixado |     | Bósnia e Herzegovina | Áustria | Irlanda do Norte |
| --- | ------------------------ | --- | - | - | - | - | -- | -- | -- | ---------------------- | --- | -------------------- | ------- | ---------------- |
| 1   | Bósnia e Herzegovina (P) | 10  | 4 | 3 | 1 | 0 | 5  | 1  | +4 | Promovido à Liga A     |     | —                    | 1–0     | 2–0              |
| 2   | Áustria                  | 7   | 4 | 2 | 1 | 1 | 3  | 2  | +1 |                        |     | 0–0                  | —       | 1–0              |
| 3   | Irlanda do Norte         | 0   | 4 | 0 | 0 | 4 | 2  | 7  | −5 |                        | 1–2 | 1–2                  | —       |                  |

### Grupo 4
| Pos | Equipe        | Pts | J | V | E | D | GP | GC | SG | Promovido ou rebaixado |     | Dinamarca | País de Gales | República da Irlanda |
| --- | ------------- | --- | - | - | - | - | -- | -- | -- | ---------------------- | --- | --------- | ------------- | -------------------- |
| 1   | Dinamarca (P) | 8   | 4 | 2 | 2 | 0 | 4  | 1  | +3 | Promovido à Liga A     |     | —         | 2–0           | 0–0                  |
| 2   | País de Gales | 6   | 4 | 2 | 0 | 2 | 6  | 5  | +1 |                        |     | 1–2       | —             | 4–1                  |
| 3   | Irlanda       | 2   | 4 | 0 | 2 | 2 | 1  | 5  | −4 |                        | 0–0 | 0–1       | —             |                      |

## Liga C
|  | Equipe promovida para a Liga B de 2020–21 |

### Grupo 1
| Pos | Equipe      | Pts | J | V | E | D | GP | GC | SG | Promovido ou rebaixado |  | Escócia | Israel | Albânia |
| --- | ----------- | --- | - | - | - | - | -- | -- | -- | ---------------------- |  | ------- | ------ | ------- |
| 1   | Escócia (P) | 9   | 4 | 3 | 0 | 1 | 10 | 4  | +6 | Promovido à Liga B     |  | —       | 3–2    | 2–0     |
| 2   | Israel (P)  | 6   | 4 | 2 | 0 | 2 | 6  | 5  | +1 | Promovido à Liga B     |  | 2–1     | —      | 2–0     |
| 3   | Albânia     | 3   | 4 | 1 | 0 | 3 | 1  | 8  | −7 |                        |  | 0–4     | 1–0    | —       |

### Grupo 2
| Pos | Equipe        | Pts | J | V | E | D | GP | GC | SG | Promovido          |     | Finlândia | Hungria | Grécia | Estónia |
| --- | ------------- | --- | - | - | - | - | -- | -- | -- | ------------------ | --- | --------- | ------- | ------ | ------- |
| 1   | Finlândia (P) | 12  | 6 | 4 | 0 | 2 | 5  | 3  | +2 | Promovido à Liga B |     | —         | 1–0     | 2–0    | 1–0     |
| 2   | Hungria (P)   | 10  | 6 | 3 | 1 | 2 | 9  | 6  | +3 | Promovido à Liga B |     | 2–0       | —       | 2–1    | 2–0     |
| 3   | Grécia        | 9   | 6 | 3 | 0 | 3 | 4  | 5  | −1 |                    |     | 1–0       | 1–0     | —      | 0–1     |
| 4   | Estónia       | 4   | 6 | 1 | 1 | 4 | 4  | 8  | −4 |                    | 0–1 | 3–3       | 0–1     | —      |         |

### Grupo 3
| Pos | Equipe       | Pts | J | V | E | D | GP | GC | SG | Promovido          |     | Noruega | Bulgária | Chipre | Eslovénia |
| --- | ------------ | --- | - | - | - | - | -- | -- | -- | ------------------ | --- | ------- | -------- | ------ | --------- |
| 1   | Noruega (P)  | 13  | 6 | 4 | 1 | 1 | 7  | 2  | +5 | Promovido à Liga B |     | —       | 1–0      | 2–0    | 1–0       |
| 2   | Bulgária (P) | 11  | 6 | 3 | 2 | 1 | 7  | 5  | +2 | Promovido à Liga B |     | 1–0     | —        | 2–1    | 1–1       |
| 3   | Chipre       | 5   | 6 | 1 | 2 | 3 | 5  | 9  | −4 |                    |     | 0–2     | 1–1      | —      | 2–1       |
| 4   | Eslovênia    | 3   | 6 | 0 | 3 | 3 | 5  | 8  | −3 |                    | 1–1 | 1–2     | 1–1      | —      |           |

### Grupo 4
| Pos | Equipe      | Pts | J | V | E | D | GP | GC | SG  | Promovido          |     | Sérvia | Romênia | Montenegro | Lituânia |
| --- | ----------- | --- | - | - | - | - | -- | -- | --- | ------------------ | --- | ------ | ------- | ---------- | -------- |
| 1   | Sérvia (P)  | 14  | 6 | 4 | 2 | 0 | 11 | 4  | +7  | Promovido à Liga B |     | —      | 2–2     | 2–1        | 4–1      |
| 2   | Romênia (P) | 12  | 6 | 3 | 3 | 0 | 8  | 3  | +5  | Promovido à Liga B |     | 0–0    | —       | 0–0        | 3–0      |
| 3   | Montenegro  | 7   | 6 | 2 | 1 | 3 | 7  | 6  | +1  |                    |     | 0–2    | 0–1     | —          | 2–0      |
| 4   | Lituânia    | 0   | 6 | 0 | 0 | 6 | 3  | 16 | −13 |                    | 0–1 | 1–2    | 1–4     | —          |          |

## Liga D
|  | Equipe promovida para a Liga C de 2020–21 |

### Grupo 1
| Pos | Equipe          | Pts | J | V | E | D | GP | GC | SG  | Promovido          |     | Geórgia | Cazaquistão | Letónia | Andorra |
| --- | --------------- | --- | - | - | - | - | -- | -- | --- | ------------------ | --- | ------- | ----------- | ------- | ------- |
| 1   | Geórgia (P)     | 16  | 6 | 5 | 1 | 0 | 12 | 2  | +10 | Promovido à Liga C |     | —       | 2–1         | 1–0     | 3–0     |
| 2   | Cazaquistão (P) | 6   | 6 | 1 | 3 | 2 | 8  | 7  | +1  | Promovido à Liga C |     | 0–2     | —           | 1–1     | 4–0     |
| 3   | Letónia         | 4   | 6 | 0 | 4 | 2 | 2  | 6  | −4  |                    |     | 0–3     | 1–1         | —       | 0–0     |
| 4   | Andorra         | 4   | 6 | 0 | 4 | 2 | 2  | 9  | −7  |                    | 1–1 | 1–1     | 0–0         | —       |         |

1. 1 2  Empatados no confronto direto. A diferença geral de gols foi usada como desempate.

### Grupo 2
| Pos | Equipe           | Pts | J | V | E | D | GP | GC | SG  | Promovido          |  | Bielorrússia | Luxemburgo | Moldávia | San Marino |
| --- | ---------------- | --- | - | - | - | - | -- | -- | --- | ------------------ |  | ------------ | ---------- | -------- | ---------- |
| 1   | Bielorrússia (P) | 14  | 6 | 4 | 2 | 0 | 10 | 0  | +10 | Promovido à Liga C |  | —            | 1–0        | 0–0      | 5–0        |
| 2   | Luxemburgo (P)   | 10  | 6 | 3 | 1 | 2 | 11 | 4  | +7  | Promovido à Liga C |  | 0–2          | —          | 4–0      | 3–0        |
| 3   | Moldávia (P)     | 9   | 6 | 2 | 3 | 1 | 4  | 5  | −1  | Promovido à Liga C |  | 0–0          | 1–1        | —        | 2–0        |
| 4   | San Marino       | 0   | 6 | 0 | 0 | 6 | 0  | 16 | −16 |                    |  | 0–2          | 0–3        | 0–1      | —          |

### Grupo 3
| Pos | Equipe         | Pts | J | V | E | D | GP | GC | SG  | Promovido          |     | Kosovo | Azerbaijão | Ilhas Feroe | Malta |
| --- | -------------- | --- | - | - | - | - | -- | -- | --- | ------------------ | --- | ------ | ---------- | ----------- | ----- |
| 1   | Kosovo (P)     | 14  | 6 | 4 | 2 | 0 | 15 | 2  | +13 | Promovido à Liga C |     | —      | 4–0        | 2–0         | 3–1   |
| 2   | Azerbaijão (P) | 9   | 6 | 2 | 3 | 1 | 7  | 6  | +1  | Promovido à Liga C |     | 0–0    | —          | 2–0         | 1–1   |
| 3   | Ilhas Faroé    | 5   | 6 | 1 | 2 | 3 | 5  | 10 | −5  |                    |     | 1–1    | 0–3        | —           | 3–1   |
| 4   | Malta          | 3   | 6 | 0 | 3 | 3 | 5  | 14 | −9  |                    | 0–5 | 1–1    | 1–1        | —           |       |

### Grupo 4
| Pos | Equipe                 | Pts | J | V | E | D | GP | GC | SG  | Promovido          |     | Macedónia do Norte | Arménia | Gibraltar | Liechtenstein |
| --- | ---------------------- | --- | - | - | - | - | -- | -- | --- | ------------------ | --- | ------------------ | ------- | --------- | ------------- |
| 1   | Macedônia do Norte (P) | 15  | 6 | 5 | 0 | 1 | 14 | 5  | +9  | Promovido à Liga C |     | —                  | 2–0     | 4–0       | 4–1           |
| 2   | Armênia (P)            | 10  | 6 | 3 | 1 | 2 | 14 | 8  | +6  | Promovido à Liga C |     | 4–0                | —       | 0–1       | 2–1           |
| 3   | Gibraltar              | 6   | 6 | 2 | 0 | 4 | 5  | 15 | −10 |                    |     | 0–2                | 2–6     | —         | 2–1           |
| 4   | Liechtenstein          | 4   | 6 | 1 | 1 | 4 | 7  | 12 | −5  |                    | 0–2 | 2–2                | 2–0     | —         |               |